# We Love to Sing About Jesus
Albums de George Jones & Tammy Wynette
Me and the First Lady
(1972) Let's Build a World Together
(1973)
We Love to Sing About Jesus est un album par les artistes américains de musique country George Jones et Tammy Wynette. Cet album est sorti en 1972 sur le label Epic Records.

## Liste des pistes
| No  | Titre                              | Durée |
| --- | ---------------------------------- | ----- |
| 1.  | We Love to Sing About Jesus        |       |
| 2.  | Old Fashioned Singing              |       |
| 3.  | He Is My Everything                |       |
| 4.  | Me and Jesus                       |       |
| 5.  | Noah and the Ark                   |       |
| 6.  | Let's All Go Down to the River     |       |
| 7.  | Let's All Sing Ourselves to Glory  |       |
| 8.  | Talkin' About Jesus                |       |
| 9.  | When Jesus Takes His Children Home |       |
| 10. | Everything's Gonna Be Alright      |       |
| 11. | Show Him That You Love Him         |       |

## Positions dans les charts
Single – Billboard (Amérique du nord)
| Année | Single                | Chart           | Position |
| ----- | --------------------- | --------------- | -------- |
| 1972  | Old Fashioned Singing | Singles country | 38       |